# Евлалій I Антіохійський
Евлалій Антіохійський був єпископом Антіохії впродовж 5 місяців між 332 і 333 роками, коли тільки розпочинались аріанські суперечки. Згідно з Феодоритом, він був аріаніном і помер незабаром після того.